# Arthur Norman Prior
Arthur Norman Prior, navadno citiran kot A. N. Prior, novozelandski logik in filozof, * 4. december 1914, Masterton, Nova Zelandija, † 6. oktober 1969 Trondheim, Norveška. 
Velja za utemeljitelja časovne logike, ene od oblik modalne logike. Pomembni so še njegovi prispevki k intenzionalni logiki, predvsem v delu Objekti mišljenja (Objects of Thought, 1971).

## Življenje
Prior se je rodil v Mastertonu, Nova Zelandija, 4. decembra 1914 kot edini otrok v Avstraliji rojenih staršev Normana Henryja Priorja (1882-1967) in Elizabeth Munton Rothesay Teague (1889-1914). Njegova mati je umrla manj kot 3 tedne po njegovem rojstvu, zato je zanj skrbela njegova teta po očetovi strani. Njegov oče, praktikant splošne medicine, se je ponovno poročil leta 1920 in je imel še tri otroke.
Prior se je šolal izključno na Novi Zelandiji, kjer je imel srečo, da je prišel pod okrilje Johna Niemeyerja Findlaya. Čeprav je poznal le splošno matematiko je leta 1946 pričel poučevati filozofijo in logiko na Univerzo Canterbury v Christchurchu in tako zapolnil mesto nastalo, ko je Karl Popper dal odpoved. Profesor je postal leta 1953. Za njegova priporočila je zaslužen predvsem Gilbertu Rylu, ki je Priorja spoznal leta 1954 na Novi Zelandiji in mu omogočil, da je na dopustu leta 1956 poučeval na Univerzi Oxford. Tam je imel predavanja o Johnu Locku. Ta so bila pozneje objavljena kot Čas in modaliteta (1957). To je ključen prispevek k preučevanju časovne logike in metafizike časa, v katerem je Prior zagovarjal teoretični pogled, ki pravi, da so preteklost, sedanjost in prihodnost temporalne modalitete osnovne ontološke kategorije ključnega pomena za naše razumevanje časa in sveta. Med njegovim časom v Oxfordu je Prior spoznal Petra Geacha in Williama Knealea, vplival na Johna Lemmona in si dopisoval z mladoletnim Saulom Kripkejem. Logika je bila takrat v Združenem Kraljestvu na precej slabem mestu in obstaja prepričanje, da jo je Prior s svojim navdušenjem občutno pomagal spet oživeti. Od 1959 do 1966 je bil profesor filozofije na Univerzi v Manchesteru, kjer je mdr. Osmunda Lewryja, ki se je specializiral za raziskovanje srednjeveške logike in filozofije jezika. Od 1966 pa do njegove smrti je bil predavatelj in mentor filozofije na Balliol Collegu na Oxfordu. Njegovi učenci so bili Max Cresswell, Kit Fine in Robert Bull. 
Skoraj povsem samouk v moderni formalni logiki je Prior leta 1952 objavil svoj prvi prispevek o logiki, takrat star že 38 let, po tem, ko je odkril poljsko logično šolo, ki sta jo zastopala Józefa Marie Bocheńskega in Jana Łukasiewicza, katerih delo skoraj ni bilo prevedeno v angleščino. Kasneje je tudi uporabljal poljsko logično notacijo. Prior v delu Formalna logika (Formal Logic, 1955) povzema veliko svojega zgodnjega poučevanja logike na Novi Zelandiji. Priorjevo delo o časovni logiki omogoča sistematično in poglobljeno obrambo pojmovanja realnosti, v kateri so materialni objekti zgrajeni kot tridimenzionalne kontinuante, ki so prisotne v vsakem trenutku njihove eksistence. 
Prior je izstopal s svojim močnim zanimanjem za zgodovino logike. Bil je eden izmed prvih angleško govorečih logikov, ki so cenili naravo in obseg logičnega dela Charlesa Sandersa Peirca in razlikovanje v de dicto in de re v modalni logiki. Prior je poučeval in raziskoval modalno logiko preden je Kripke predlagal svojo semantiko možnih svetov v času, ko je za modaliteto in intencionalnost veljalo majhno zanimanje in jo je kritiziral celo uveljavljeni ameriški logik Willard Van Orman Quine. 
Prior velja za predhodnika ti. hibridne logike. V enem od poglavij dela Preteklost, sedanjost in prihodnost (Past, Present and Future, 1967) predlaga združitev dvočlenih (npr. ''od-do'') in enočlenih (npr. ''bo vedno'') časovnih operatorjev v en sistem časovne logike. Prior je s temporalno logiko nenačrtovano postavil osnovo za kasnejše hibridne jezike v računalniškem programiranju. Njegovo delo Čas in modalnost (Time and Modality, 1957) raziskuje uporabo logike, da razloži problem praznih imen brez referenta. Priorjevo delo je bilo tako filozofsko kot formalno logično dodelano. Naravni jezik zanj predstavlja območje možnih zmot in dvoumnosti kot tudi nekoliko  ironično modrost naših predhodnikov. 

## Publikacije
Naslednje knjige je ali napisal Prior ali pa so posmrtne zbirke iz različnih dnevnikov in neobjavljenih člankov, ki jih je napisal:
- 1949. Logic and the Basis of Ethics. Oxford University Press
- 1955, 1962. Formal Logic. Oxford University Press.
- 1957. Time and Modality. Oxford University Press. temeljijo na predavanjih o Johnu Locku iz leta 1956.
- 1962. "Changes in Events and Changes in Things". University of Kansas.
- 1967. Past, Present and Future. Oxford University Press.
- 1968. Papers on Time and Tense. Oxford University Press.
- 1971. Objects of Thought. Uredila P. T. Geach in A. J. P. Kenny. Oxford University Press.
- 1976. The Doctrine of Propositions and Terms. Uredila: P. T. Geach in A. J. P. Kenny. London: Gerald Duckworth and Company.
- 1976. Papers in Logic and Ethics.Uredila: P. T. Geach in A. J. P. Kenny. London: Duckworth.
- 1977. Worlds, Times and Selves. Uredil: Kit Fine. London: Duckworth.
- 2003. Papers on Time and Tense. Druga razširjena izdaja: Per Hasle, Peter Øhrstrøm, Torben Braüner & Jack Copeland. Oxford University Press.

## Litreratura
- Jack Copeland (1996), Prior's Life and Legacy, v urejeni zbirki Logic and Reality: Essays on the Legacy of Arthur Prior, New York: Oxford University Press (pp. 519–32 vsebujejo celotno biografijo Priorjevega znanega napisanega dela do sedaj).

Odličen oris Priorjevega življenja in dosežkov:
- A. J. P. Kenny (1970), Arthur Norman Prior (1914–1969) v Proceedings of the British Academy 56: 321–349.
- Walter Carnielli; Claudio Pizzi (2008). Modalities and Multimodalities. Springer. str. 181.